# Động Nham Hao
Động Nham Hao hay động Ngọc Cao là hang động nước dài hơn 3 km, xuyên qua dãy núi giáp ranh giữa hai xã Lạc Vân và Đức Long huyện Nho Quan tỉnh Ninh Bình, Việt Nam .
Theo sách 100 kỳ quan thiên nhiên Việt Nam, động Nham Hao ở Nho Quan (Ninh Bình) từng được cho là hang động đẹp nhất Việt Nam. Ngoài ra còn có tin đồn rằng "động Nham Hao chứa kho báu bí mật" đến nay chưa được tìm thấy.

## Phát hiện
Động Nham Hao là một hang động ướt có chiều dài kỷ lục ở Ninh Bình, mới được phát hiện. Nó gồm nhiều động ước độ dài khoảng 3 km nằm sâu trong lòng núi và có nước nên hàng trăm năm qua người dân ít ai biết đến sự bí ẩn của nó. Hiện nay ngành du lịch Ninh Bình đang tìm lại một số nguồn tài liệu có ghi chép lại những sự tích và một số câu chuyện còn tương truyền trong dân gian và khảo sát đầu tư để đưa động Nham Hao vào khai thác phát triển du lịch trong khu du lịch Kênh Gà - Vân Trình.

## Thắng cảnh liên quan
Tại xã Thượng Hòa liền kề ở phía nam, cách động không xa là Hang Luồn Nho Quan, một hang luồn dạng karst trong dãy núi đá vôi 20°18′51″B 105°46′59″Đ / 20,314042°B 105,783144°Đ, và Động Vân Trình. 20°17′56″B 105°47′37″Đ / 20,298889°B 105,793611°Đ